# لوئیجی آلبانی
لوئیجی آلبانی (انگلیسی: Luigi Albani؛ زادهٔ ۲۴ مهٔ ۱۹۲۸) بازیکن فوتبال اهل ایتالیا است.
از باشگاه‌هایی که در آن بازی کرده‌است می‌توان به باشگاه فوتبال آ.اس. رم اشاره کرد.